# Рудановский, Владимир Александрович
Владимир Александрович Рудано́вский (ок. 1850 — после 1917) — русский гражданский инженер.

## Биография
Учился в Московском училище живописи, ваяния и зодчества, выбыл, не окончив курса. В 1901 году получил свидетельство Техническо-строительного комитета на право производство работ по гражданской строительной и дорожной части. Имел частную практику в Москве. В 1918 году оставил частную практику и поступил на службу.
Жил в Сокольниках, в 5-м Лучевом просеке, 4.

## Проекты и постройки
- 1885 — часовня, Ивановское (не сохранилась)
- 1901 — деревянные жилые дома, улица Шумкина, 16, 16, стр. 1
- 1903 — проект доходного дома П. И. Иванова на Зацепе, (не осуществлён; построен другим архитектором на этом месте по схожему проекту)
- 1903 — служебный корпус доходного ома П. И. Иванова на Зацепе (не сохранился)
- 1911—1912 — часовня во имя Святой Троицы для отпевания умерших на Введенском кладбище, при участии инженера Л. Розенблита[3]  памятник архитектуры (региональный)[4]
- 1911—1912 — доходный дом Н. А. Улих, Пречистенка, 25[1]
- 1912 — жилой дом, Еропкинский переулок, 11
- 1912 — жилой дом А. В. Крупенникова, Денисовский переулок, 24  памятник архитектуры (региональный)[4]

## Галерея

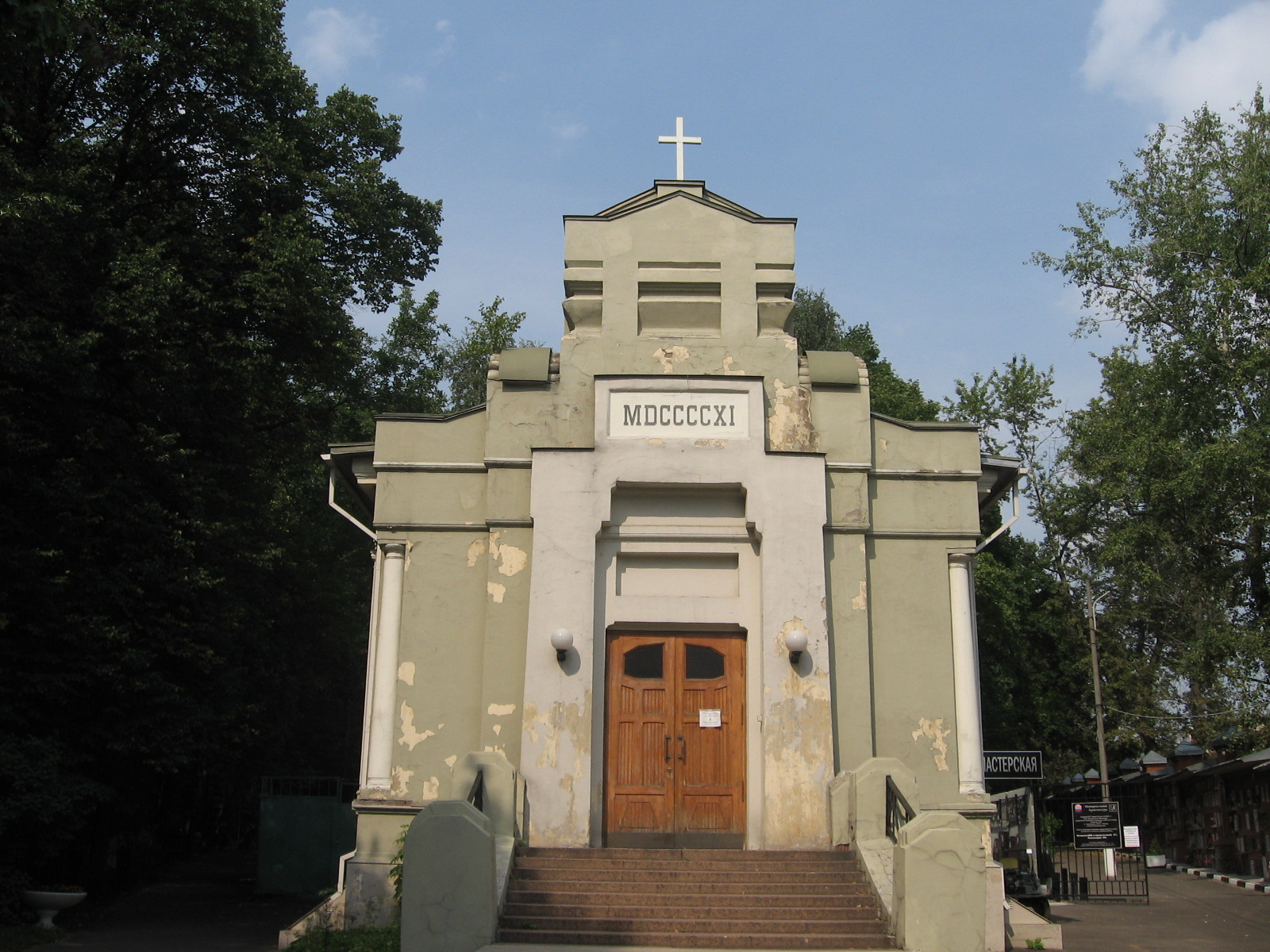
Часовня во имя Святой Троицы на Введенском кладбище
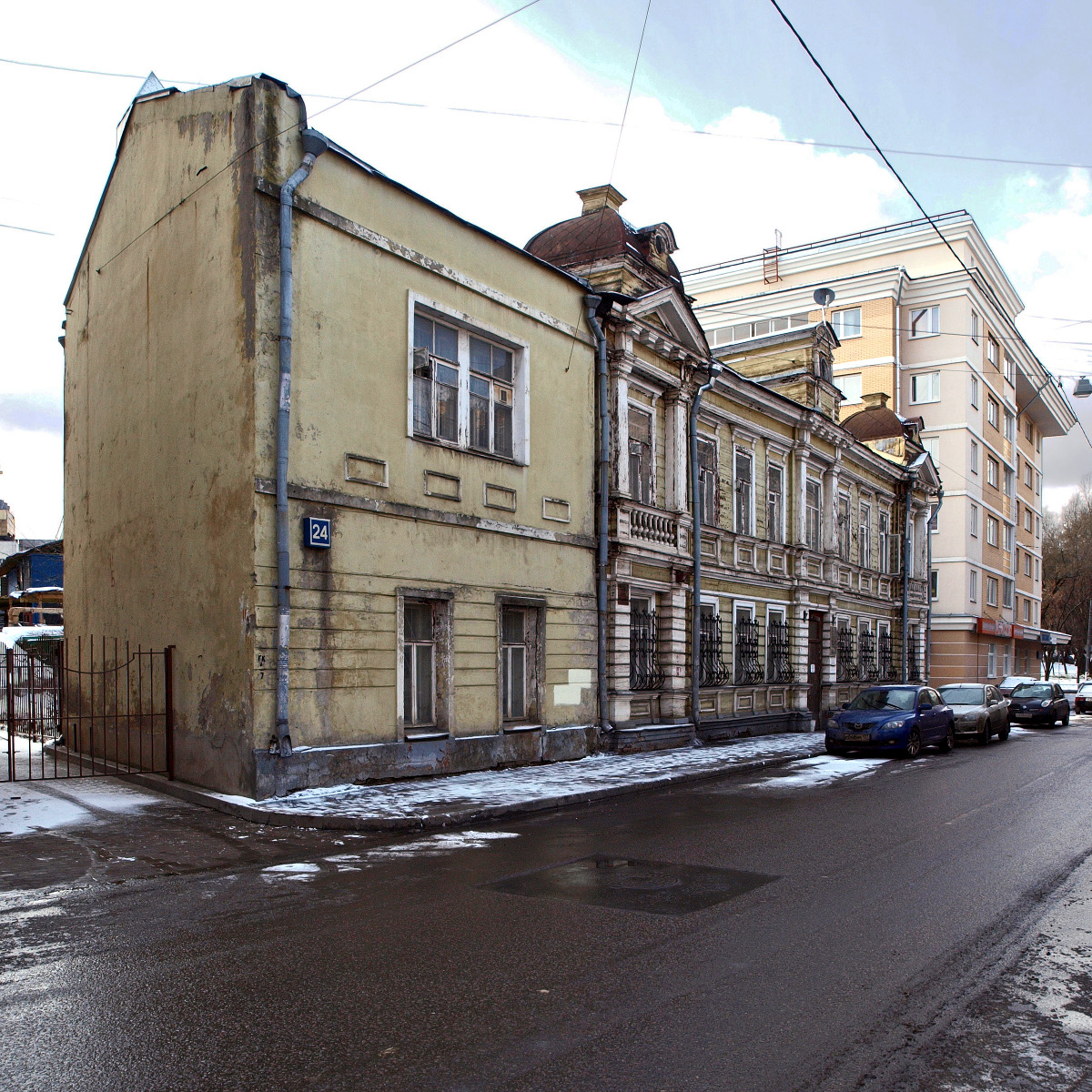
Жилой дом А. В. Крупенникова в Денисовском переулке
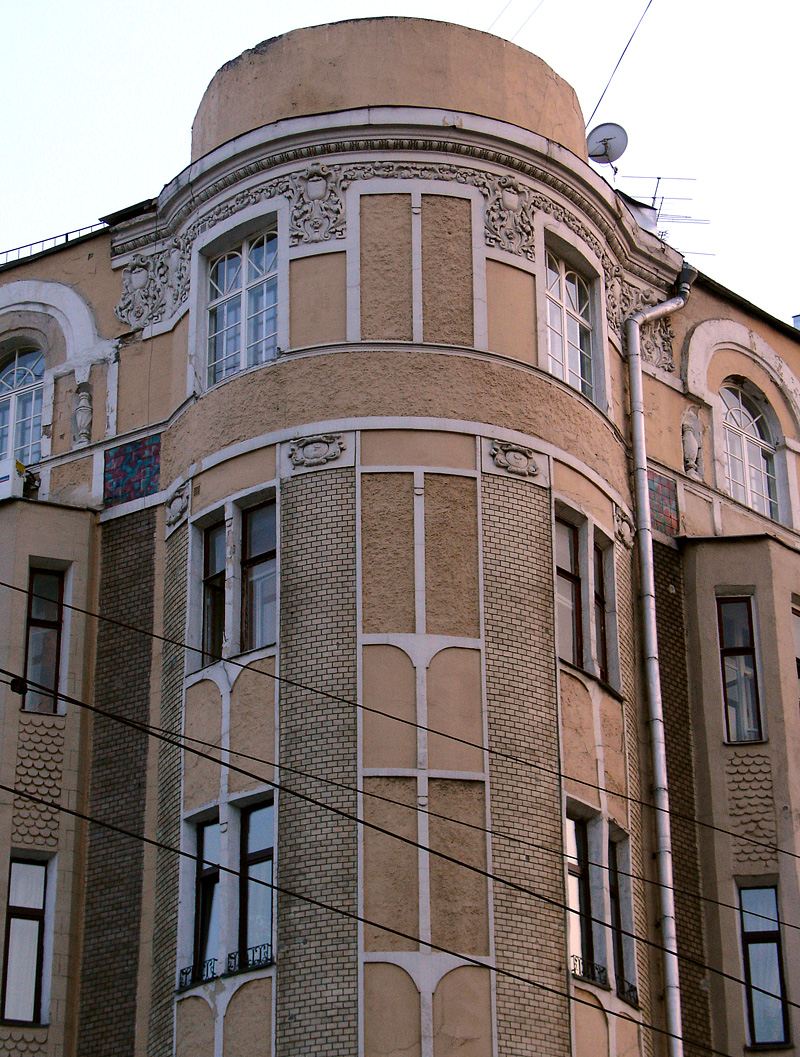
Доходный дом Н. А. Улих на Пречистенке. Фрагмент фасада